# PGC 38037
LEDA/PGC 38037 ist eine leuchtschwache Balken-Spiralgalaxie vom Hubble-Typ SBm im Sternbild Hydra südlich der Ekliptik. Sie ist  schätzungsweise 90 Millionen Lichtjahre von der Milchstraße entfernt und bildet gemeinsam mit zehn weiteren Galaxien die IC 764-Gruppe (LGG 271).

Im selben Himmelsareal befinden sich die Galaxien NGC 4105, NGC 4106, IC 760, IC 2996.